# Aeroporto Internacional de Pristina
O Aeroporto Internacional de Pristina (IATA PRN ICAO BKPR) é um aeroporto na cidade de Pristina, capital de Kosovo. Localiza-se a 15 km da cidade.
Controla mais de um milhão de passageiros por ano. É sob a autoridade do Governo de Kosovo e é a única porta de entrada para viajantes ao Kosovo.
O aeroporto de Pristina foi inaugurado em 1965. A princípio, só operavam voos nacionais e para Belgrado.
Após 1990, o aeroporto passou a realizar voos internacionais, primeiramente para a Suíça e Alemanha.
Entre 12 e 26 de Junho de 1999, em plena Guerra do Kossovo, foi palco de tensão entre destacamentos da NATO e Tropas da Rússia, no pouco conhecido Incidente de Pristina tendo os russos travado a invasão da aliança em terreno Sérvio e, posteriormente adotando o posto de pacificador, pela Resolução 1244 do Conselho de Segurança das Nações Unidas. Em 13 de Junho o capitão britânico a serviço da OTAN James Blunt, contraria as ordens de seus superiores e declara preferir não agredir os russos com o uso da força. No mesmo evento, o general britânico Mike Jackson se recusou a seguir as ordens de Wesley Clark, então comandante estadunidense da OTAN, declarando: -"Eu não vou começar a Terceira Guerra Mundial para você!". O impasse terminou com o Acordo de Kumanovo.

## Destinos Por Companhia Aérea
| Companhias            | Destinos                                                            |
| --------------------- | ------------------------------------------------------------------- |
| Adria Airways         | Frankfurt, Liubliana, Munique                                       |
| Austrian Airlines     | Viena                                                               |
| Belair                | Zurique                                                             |
| Belle Air             | Basel/Mulhouse, Düsseldorf, Malmö, Milão, Stuttgart, Veneza, Verona |
| British Airways       | Londres                                                             |
| Croatia Airlines      | Zagreb                                                              |
| Eagles Airlines       | Roma, Milão, Veneza                                                 |
| EasyJet Switzerland   | Basileia, Genebra                                                   |
| Edelweiss Air         | Genebra, Zurique                                                    |
| Germania              | Düsseldorf, Stuttgart                                               |
| Germanwings           | Berlim, Hanôver, Stuttgart                                          |
| Scandinavian Airlines | Copenhague                                                          |
| Turkish Airlines      | Istambul                                                            |